# Winston (Nuevo México)
Winston es un lugar designado por el censo ubicado en el condado de Sierra en el estado estadounidense de Nuevo México. En el Censo de 2010 tenía una población de 61 habitantes y una densidad poblacional de 55,29 personas por km².

## Geografía
Winston se encuentra ubicado en las coordenadas 33°20′46″N 107°38′55″O / 33.34611, -107.64861. Según la Oficina del Censo de los Estados Unidos, Winston tiene una superficie total de 1.1 km², de la cual 1.1 km² corresponden a tierra firme y (0%) 0 km² es agua.

## Demografía
Según el censo de 2010, había 61 personas residiendo en Winston. La densidad de población era de 55,29 hab./km². De los 61 habitantes, Winston estaba compuesto por el 90.16% blancos, el 0% eran afroamericanos, el 8.2% eran amerindios, el 0% eran asiáticos, el 0% eran isleños del Pacífico, el 1.64% eran de otras razas y el 0% pertenecían a dos o más razas. Del total de la población el 32.79% eran hispanos o latinos de cualquier raza.